# Cuscuta cuspidata
Cuscuta cuspidata är en vindeväxtart som beskrevs av Georg George Engelmann och Gray. Cuscuta cuspidata ingår i släktet snärjor, och familjen vindeväxter. Inga underarter finns listade i Catalogue of Life.